# Zeliščni čaj
Zeliščni čaj je pijača iz posušenih delov zelišč, ki se pripravijo običajno kot poparek ali prevretek. Ne vsebujejo listov čajevca, zato podobno kot sadni čaji ne sodijo med prave čaje. Pogosto se za pripravo zeliščnih čajev uporabljajo zdravilne rastline in kadar gre za zeliščni čaj, ki se namensko uporablja v farmaciji, govorimo o zdravilnem čaju - njihov učinek je le redko klinično preskušen in temelji zgolj na dolgotrajni tradicionalni uporabi. Med zdravilnimi rastlinami za zdravilne čaje se uporabljajo na primer poprova meta, kamilica, lipa, žajbelj ...